# Toce
Il Toce, o più propriamente "la" Toce (Tòs in ossolano, Riss in walser), è un fiume italiano che scorre in Piemonte. È il fiume principale della Val d'Ossola, che percorre da nord a sud. Il vasto bacino idrografico, a parte due piccole porzioni in territorio elvetico e in provincia di Novara, è contenuto nella provincia del Verbano-Cusio-Ossola.

## Origine del nome
La Toce era anticamente chiamata la Tuxa e la sua etimologia potrebbe derivare dal fiume Athesis (Athisone), citato da Plutarco nei suoi racconti bellici riguardanti i barbari. La sua origine sarebbe dunque così spiegata: Athosone - Athos - La Tos e infine La Toce.

## Percorso

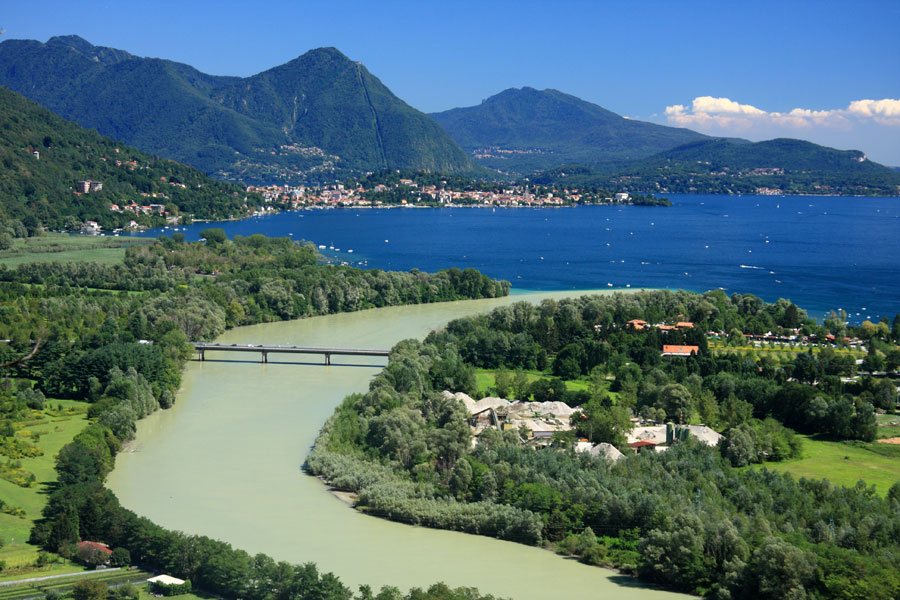
La foce del fiume nel lago Maggiore

Nasce a circa 1800 m di quota nella piana di Riale in alta val Formazza dall'unione dei torrenti Morasco, Gries e Roni. Poco più a valle forma la cascata del Toce, chiamata anche La Frua, che grazie a un imponente reclinamento roccioso forma un salto di circa 143 m di altezza.
Dopo aver attraversato la val Formazza e la valle Antigorio con una portata d'acqua e un corso a regime torrentizio, la Toce entra in pianura rallentando il suo corso, attraversando i comuni di Crevoladossola, la città di Domodossola, centro principale del circondario ossolano, Villadossola, Pallanzeno, Piedimulera, Pieve Vergonte, Vogogna, Premosello-Chiovenda, Anzola d'Ossola, Ornavasso, Mergozzo e Gravellona Toce. Dopo aver ricevuto da destra le acque dello Strona termina il suo corso nel lago Maggiore, a Fondotoce (frazione di Verbania), sfociando nel golfo Borromeo; le sue acque confluiscono pertanto in quelle del Ticino, unico emissario del lago Maggiore.

## Principali affluenti
- Devero
- Isorno
- Diveria
- Bogna
- Melezzo Occidentale
- Ovesca
- Anza
- Strona
- Rio Albo
- Marmazza

## Storia

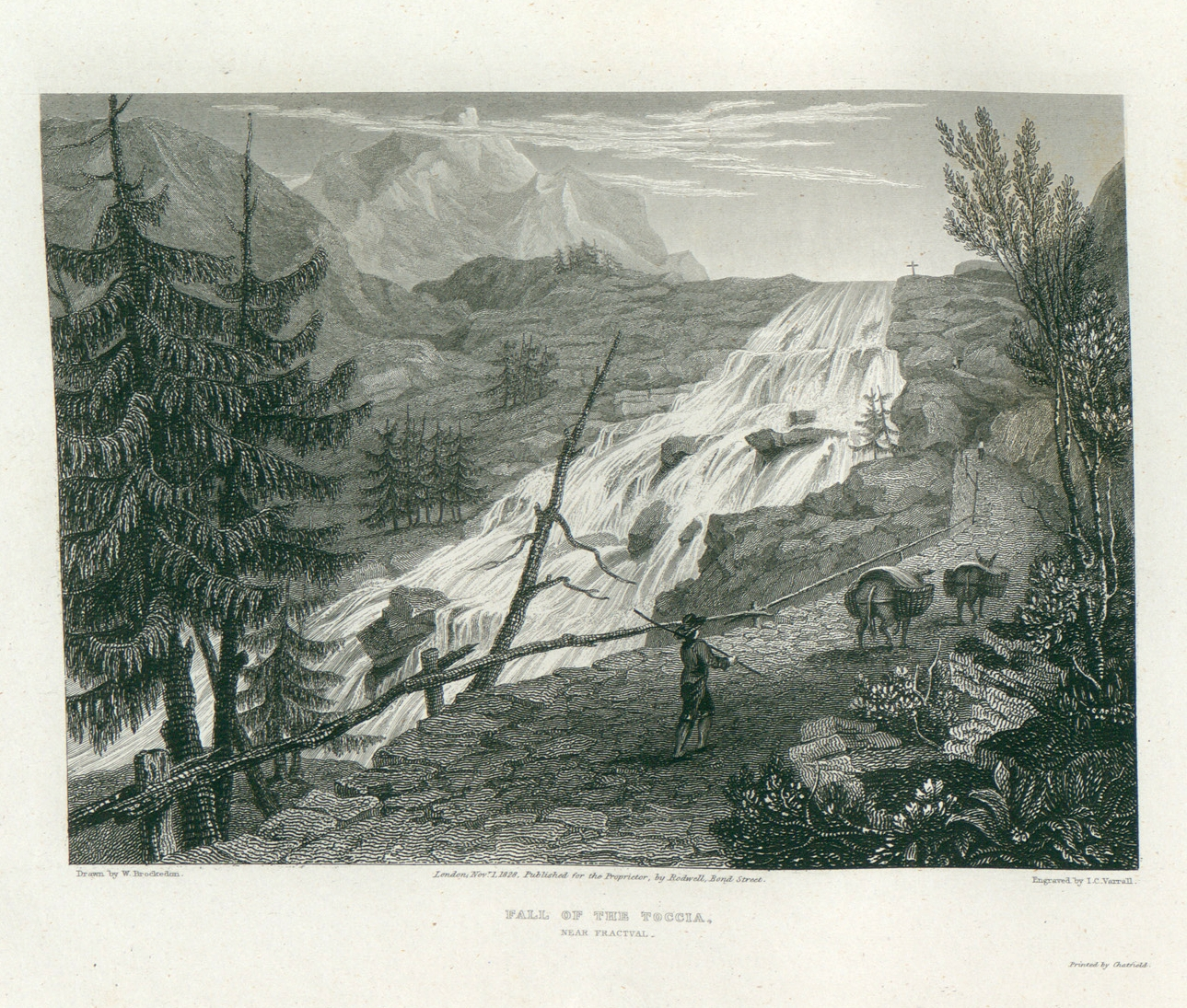
Cornice, The Grimsel and the Gries, The Bernardin and the Splugen, The Brenner, The Tende and the Argentiere, and the Simplon, 1829

L'asta del fiume, con le sue aree di espansione, è da tempo immemorabile percorsa dagli armenti per le transumanze verso gli alpeggi estivi.
Fino al 1850 il Toce o la Toce era navigabile fino all'altezza di Anzola d'Ossola per tutto l'anno. Ciò permise nel passato lo sviluppo economico della Val d'Ossola, poiché spesso materiali di produzione locale, come marmi e graniti, potevano essere trasportati fino ai Navigli milanesi ed essere utilizzati per la costruzione di palazzi e chiese. Esempio è il marmo di Candoglia, utilizzato per la costruzione del Duomo di Milano

## Ambiente

### Valenze naturali
Il fiume viene utilizzato dagli uccelli per le migrazioni e in parte è tutelato come Sito di interesse comunitario del Greto del Toce tra Domodossola e Villadossola e, al suo sbocco nel Lago Maggiore, dalla Riserva naturale di Fondo Toce.

### Qualità delle acque
Il Toce, nel tratto che scorre da Pieve Vergonte alla foce, era sino a pochi anni fa, un corso d'acqua pesantemente contaminato da sostanze tossiche quali DDT  mercurio, e altri metalli pesanti, soprattutto nei fondali sabbiosi.
La causa principale di questo inquinamento era dovuta alla presenza dello stabilimento chimico di Pieve Vergonte (già Rumianca ed EniChem Synthesis) che, con le sue produzioni chimiche degli ultimi 90 anni, scaricava i residui di lavorazione nel torrente Marmazza (affluente del Toce), apposta deviato sotto lo stabilimento e interrato; anche le produzioni chimiche di Villadossola hanno contribuito a questo inquinamento. 
La situazione degli scarichi industriali è decisamente migliorata grazie alla costruzione di depuratori (nel 2004 l'avvio dell'impianto di depurazione biologico dell'industria Vinavil di Villadossola) e all'eliminazione dai cicli produttivi di sostanze come il DDT; nonostante il miglioramento di qualità delle acque superficiali, le falde acquifere profonde del Toce a partire da Pieve Vergonte e sino alla foce nel Lago Maggiore, sono tuttora contaminate anche se stanno migliorando la propria qualità.